# Sint-Antonius van Paduakerk (Oostende)

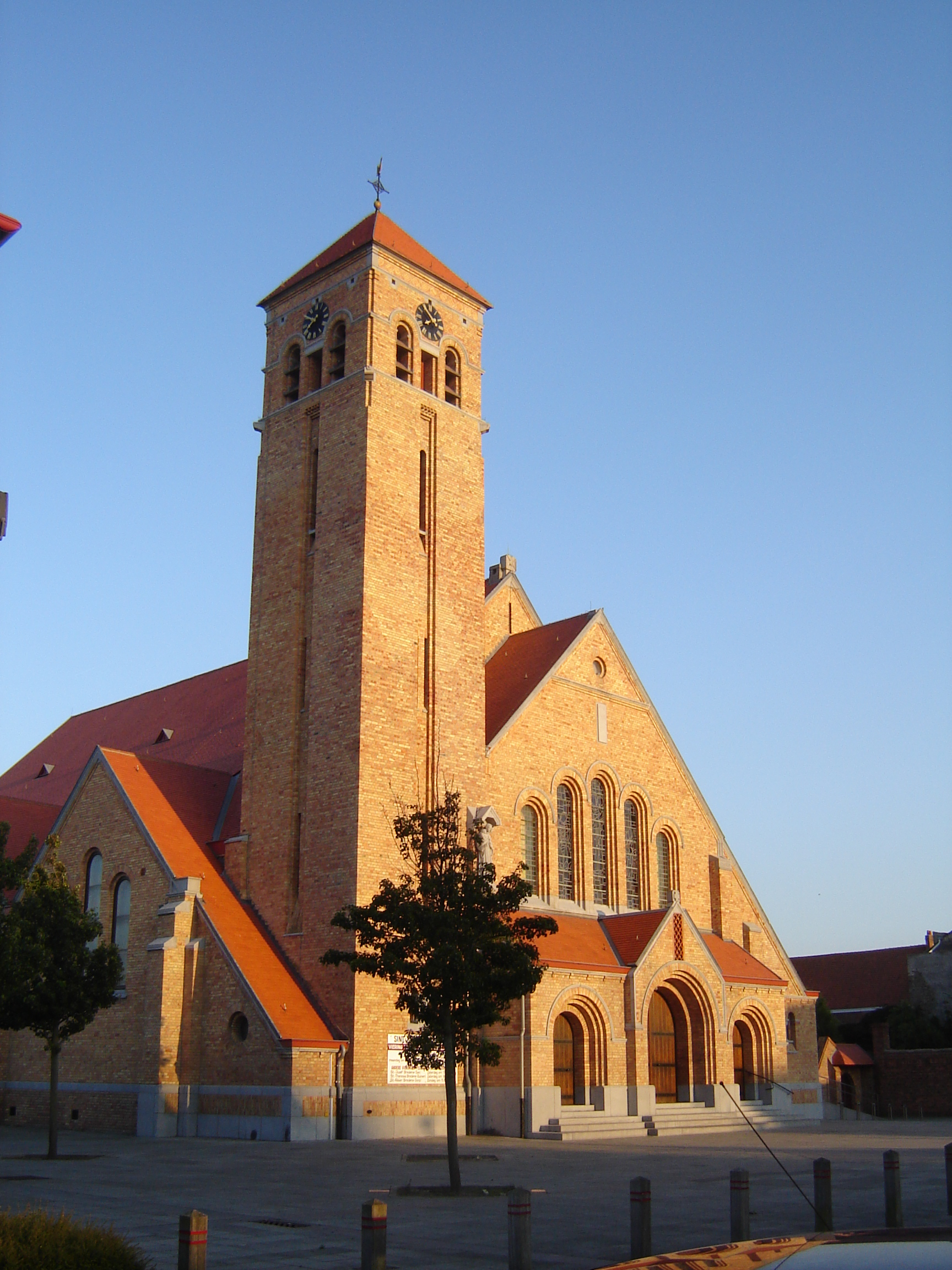
Sint-Antoniuskerk

De Sint-Antonius van Paduakerk is een parochiekerk in de West-Vlaamse stad Oostende, gelegen aan het Sint-Antoniusplein.

## Geschiedenis
In de Oostendse Vuurtorenwijk nam de bevolking dusdanig toe dat daar in 1899 een nieuwe parochie werd gesticht. In 1900 werd een voorlopige kerk in gebruik genomen die echter in 1932 moest worden gesloopt vanwege de havenuitbreiding. Ondertussen werd een nieuwe kerk gebouwd die in 1931-1932 gebouwd werd en in 1937 werd ingewijd. De kerk liep schade op tijdens de Tweede Wereldoorlog en deze schade was in 1955 hersteld.

## Gebouw
Het betreft een bakstenen kerk naar ontwerp van Gustaaf Vandamme. De kerk, in eclectische stijl, bevat neoromaanse elementen. De kerk is driebeukig, waarbij de zijbeuken smal zijn. Aan de noordwestzijde bevindt zich een aangebouwde toren. Het koor heeft een halfronde apsis.